# AVCA All-America 2001-2010 (maschile, NCAA Division I)
Pallavolisti della NCAA Division I inseriti nelle due squadre dell'AVCA All-America Team per il periodo 2001-2010

## Elenco
| Grassetto | AVCA National Player of the Year |

| Stagione |                             |                             |                              |                              |
| Stagione | AVCA All-America First Team | AVCA All-America First Team | AVCA All-America Second Team | AVCA All-America Second Team |
| Stagione | Giocatore                   | Squadra                     | Giocatore                    | Squadra                      |
| -------- | --------------------------- | --------------------------- | ---------------------------- | ---------------------------- |
| 2001     | Fabiano Barreto             | Lewis                       | Keith Barnett                | Pepperdine                   |
| 2001     | Scott Bunker                | Brigham Young               | Erick Helenihi               | UC Irvine                    |
| 2001     | David McKienzie             | CSU Long Beach              | Brad Keenan                  | Pepperdine                   |
| 2001     | Hector Lebron               | Brigham Young               | Dejan Miladinović            | Hawaii                       |
| 2001     | Adam Naeve                  | UC Los Angeles              | Matt Olsen                   | Brigham Young                |
| 2001     | José Quiñones               | Penn State                  | Jim Polster                  | CSU Long Beach               |
| 2001     | Costas Theocharidis         | Hawaii                      | Marcus Skacel                | Stanford                     |
| 2001     | Mike Wall                   | Southern California         | Curt Toppel                  | Stanford                     |
| 2001     | Mark Williams               | UC Los Angeles              | Scott Wong                   | Pepperdine                   |
| 2002     | Joaquin Acosta              | Brigham Young               | Fabiano Barreto              | Lewis                        |
| 2002     | Beau Daniels                | Pepperdine                  | Zelimir Koljesar             | Penn State                   |
| 2002     | Paul Fasshauer              | Ball State                  | Ricky Mattei                 | Penn State                   |
| 2002     | Brad Keenan                 | Pepperdine                  | Matt Komer                   | UC Los Angeles               |
| 2002     | Dejan Miladinović           | Hawaii                      | Pieter Olree                 | Ohio State                   |
| 2002     | José Quiñones               | Penn State                  | Andy Rivera                  | UC Santa Barbara             |
| 2002     | Ryan Stuntz                 | Lewis                       | Sean Rooney                  | Pepperdine                   |
| 2002     | Costas Theocharidis         | Hawaii                      | Zach Slenker                 | Penn State                   |
| 2002     | Curt Toppel                 | Stanford                    | Brad Stoub                   | Loyola Chicago               |
| 2002     | Mike Wall                   | Southern California         | Eckhard Walter               | CSU Northridge               |
| 2003     | Tony Ching                  | Hawaii                      | Jonathan Alleman             | Brigham Young                |
| 2003     | Doug English                | CSU Northridge              | Shane Davis                  | Loyola Chicago               |
| 2003     | Brad Keenan                 | Pepperdine                  | Carlos Guerra                | Penn State                   |
| 2003     | Gustavo Meyer               | Lewis                       | Keith Kowal                  | Penn State                   |
| 2003     | Joe Nargi                   | CSU Northridge              | Jose Martins                 | Lewis                        |
| 2003     | Jimmy Pelzel                | UC Irvine                   | Carlos Moreno                | Brigham Young                |
| 2003     | Sean Rooney                 | Pepperdine                  | Jeffrey Ptak                 | IPFW                         |
| 2003     | Christopher Tamas           | Pacific                     | Justin Schnor                | Loyola Chicago               |
| 2003     | Costas Theocharidis         | Hawaii                      | Ryan Stuntz                  | Lewis                        |
| 2003     | Delano Thomas               | Hawaii                      | Frederic Winters             | Pepperdine                   |
| 2004     | Tyler Hildebrand            | CSU Long Beach              | Pedro Azenha                 | Hawaii                       |
| 2004     | Keith Kowal                 | Penn State                  | Víctor Batista               | Brigham Young                |
| 2004     | David Lee                   | CSU Long Beach              | Joe Hillman                  | Brigham Young                |
| 2004     | Carlos Moreno               | Brigham Young               | Ricky Mattei                 | Penn State                   |
| 2004     | Fernando Pessoa             | Brigham Young               | Evan Patak                   | UC Santa Barbara             |
| 2004     | Sean Rooney                 | Pepperdine                  | Jimmy Pelzel                 | UC Irvine                    |
| 2004     | Adam Shrader                | UC Los Angeles              | Chris Pena                   | UC Los Angeles               |
| 2004     | Scott Touzinsky             | CSU Long Beach              | Keith Schunzel               | Ball State                   |
| 2004     | Frederic Winters            | Pepperdine                  | Ty Tramblie                  | CSU Northridge               |
| 2004     | Matt Zbyszewski             | IPFW                        | Brian Waite                  | CSU Northridge               |
| 2005     | Pedro Azenha                | Hawaii                      | Michael Burke                | Brigham Young                |
| 2005     | Kevin Hansen                | Stanford                    | Mark Greaves                 | Ohio State                   |
| 2005     | Andrew Hein                 | Pepperdine                  | Scott Greene                 | Loyola Chicago               |
| 2005     | Tyler Hildebrand            | CSU Long Beach              | Keith Kowal                  | Penn State                   |
| 2005     | Paul Johnson                | UC Los Angeles              | Krystian Krzyzak             | Loyola Chicago               |
| 2005     | Nate Meerstein              | Penn State                  | Nils Nielsen                 | CSU Northridge               |
| 2005     | Evan Patak                  | UC Santa Barbara            | Iván Pérez                   | Brigham Young                |
| 2005     | Alfredo Reft                | Hawaii                      | Matthew Proper               | Penn State                   |
| 2005     | Sean Rooney                 | Pepperdine                  | Brian Waite                  | CSU Northridge               |
| 2005     | Robert Tarr                 | CSU Long Beach              | Jonathan Winder              | Pepperdine                   |
| 2006     | Brent Asuka                 | UC Irvine                   | Duncan Budinger              | CSU Long Beach               |
| 2006     | Brian Beckwith              | Hawaii                      | Matt Carere                  | Hawaii                       |
| 2006     | James Grunst                | Loyola Chicago              | Russell Holmes               | Brigham Young                |
| 2006     | Lauri Hakala                | Hawaii                      | C.J. Macias                  | IPFW                         |
| 2006     | Andrew Hein                 | Pepperdine                  | Matthew Proper               | Penn State                   |
| 2006     | Tyler Hildebrand            | CSU Long Beach              | Alfredo Reft                 | Hawaii                       |
| 2006     | Jayson Jablonsky            | UC Irvine                   | Brian Thornton               | UC Irvine                    |
| 2006     | Chris Kozlarek              | Loyola Chicago              | Brian Waite                  | CSU Northridge               |
| 2006     | Shaun Powell                | George Mason                | Matt Webber                  | UC Irvine                    |
| 2006     | Robert Tarr                 | CSU Long Beach              | Jonathan Winder              | Pepperdine                   |
| 2007     | Theodore Brunner            | UC Santa Barbara            | Matthew Anderson             | Penn State                   |
| 2007     | Yosleyder Cala              | Brigham Young               | James Grunst                 | Loyola Chicago               |
| 2007     | Paul Carroll                | Pepperdine                  | Russell Holmes               | Brigham Young                |
| 2007     | Marc-Anthony Honoré         | Saint Francis               | Jayson Jablonsky             | UC Irvine                    |
| 2007     | Tony Ker                    | UC Los Angeles              | Steve Klosterman             | UC Los Angeles               |
| 2007     | Daniel Mathews              | Ohio State                  | C.J. Macias                  | IPFW                         |
| 2007     | Evan Patak                  | UC Santa Barbara            | Ian Peckler                  | Ball State                   |
| 2007     | Iván Pérez                  | Brigham Young               | Pekka Seppanen               | Pacific                      |
| 2007     | David Smith                 | UC Santa Barbara            | Brian Thornton               | UC Irvine                    |
| 2007     | Jonathan Winder             | Pepperdine                  | Matt Webber                  | UC Irvine                    |
| 2008     | Dan Alexander               | CSU Long Beach              | Dean Bittner                 | CSU Long Beach               |
| 2008     | Matthew Anderson            | Penn State                  | Dennis Del Valle             | Penn State                   |
| 2008     | Paul Carroll                | Pepperdine                  | Kyle Gramit                  | George Mason                 |
| 2008     | Russell Holmes              | Brigham Young               | Isaac Kneubuhl               | CSU Northridge               |
| 2008     | Maxwell Holt                | Penn State                  | Max Lipsitz                  | Penn State                   |
| 2008     | Tony Ker                    | UC Los Angeles              | Cody Loe                     | CSU Northridge               |
| 2008     | Paul Lotman                 | CSU Long Beach              | Luke Murray                  | Penn State                   |
| 2008     | Daniel Mathews              | Ohio State                  | Iván Pérez                   | Brigham Young                |
| 2008     | Eric Vance                  | CSU Northridge              | Kawika Shoji                 | Stanford                     |
| 2008     | Jonathan Winder             | Pepperdine                  | Jon Steller                  | UC Irvine                    |
| 2009     | Ryan Ammerman               | UC Irvine                   | Antonio Ciarelli             | Southern California          |
| 2009     | Dean Bittner                | CSU Long Beach              | Carson Clark                 | UC Irvine                    |
| 2009     | Paul Carroll                | Pepperdine                  | Dennis Del Valle             | Penn State                   |
| 2009     | Maxwell Holt                | Penn State                  | Jordan DuFault               | UC Irvine                    |
| 2009     | Max Lipsitz                 | Penn State                  | Edgardo Goás                 | Penn State                   |
| 2009     | William Price               | Penn State                  | Drew Pickering               | Lewis                        |
| 2009     | Erik Shoji                  | Stanford                    | Jacek Ratajczak              | CSU Northridge               |
| 2009     | Kawika Shoji                | Stanford                    | Jordan Varee                 | Saint Francis                |
| 2009     | Murphy Troy                 | Southern California         | Dustin Watten                | CSU Long Beach               |
| 2009     | Eric Vance                  | CSU Northridge              | Kevin Wynne                  | UC Irvine                    |
| 2010     | Carson Clark                | UC Irvine                   | Dean Bittner                 | CSU Long Beach               |
| 2010     | Kasey Crider                | Pepperdine                  | Dennis Del Valle             | Penn State                   |
| 2010     | Bradley Lawson              | Stanford                    | Jordan DuFault               | UC Irvine                    |
| 2010     | Max Lipsitz                 | Penn State                  | Steven Kehoe                 | Ohio State                   |
| 2010     | Kevin McKniff               | CSU Northridge              | Garrett Muagututia           | UC Los Angeles               |
| 2010     | Jacek Ratajczak             | CSU Northridge              | Cory Riecks                  | Pepperdine                   |
| 2010     | Erik Shoji                  | Stanford                    | Evan Romero                  | Stanford                     |
| 2010     | Kawika Shoji                | Stanford                    | Shawn Sangrey                | Ohio State                   |
| 2010     | Andrew Stewart              | Brigham Young               | Va'afuti Tavana              | Brigham Young                |
| 2010     | Jonas Umlauft               | Hawaii                      | Joshua Walker                | Hawaii                       |